# Thermokopierer

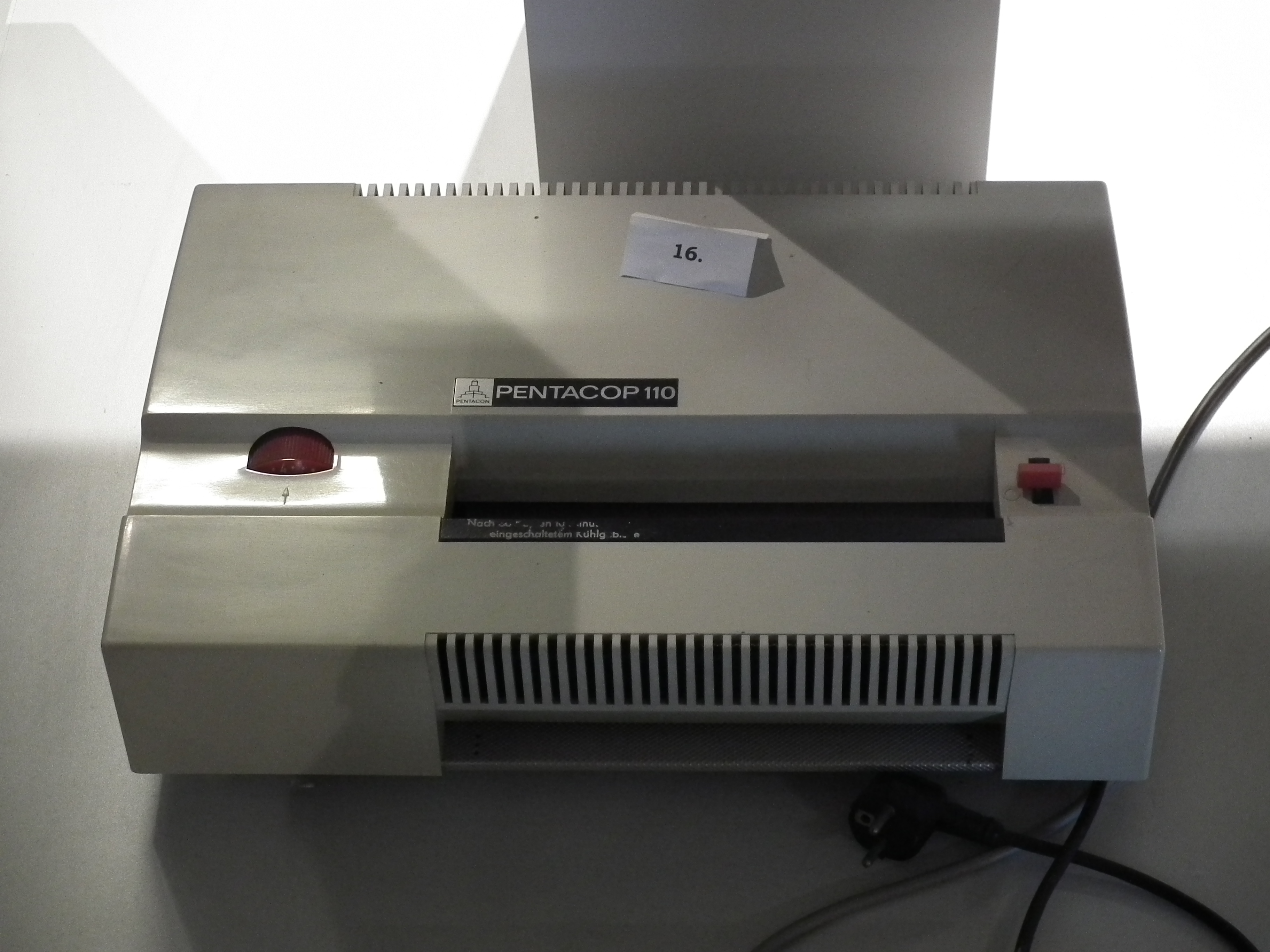
Thermokopierer Pentacon Pentacop aus DDR-Produktion

Thermokopierer sind sehr einfach aufgebaute, veraltete Kopiergeräte und erfordern die Verwendung von Thermokopier-Papier.
Die einseitige Vorlage muss starke Schwarz-Weiß-Kontraste aufweisen und wird in Kontakt mit dem wärmeempfindlichen Papier von diesem abgewandt an einer starken Lichtquelle (stabförmige Halogenglühlampe) vorbeigeführt.
Durch die lokale, besonders an den dunklen (bedruckten) Stellen stattfindende Durchwärmung des Originales schwärzt sich das Thermokopierpapier an diesen Stellen und erzeugt ein Positiv der Vorlage.
Thermokopierer arbeiten daher bei dicken Vorlagen nur schlecht. Zur Anpassung an die Papierstärke und den Kontrast des Originales lässt sich die Fördergeschwindigkeit variieren.
Thermokopien sind nicht lange haltbar, da sie lichtempfindlich sind und keine hohen Temperaturen vertragen.
Thermokopierer sind heute durch das Xerox-Verfahren abgelöst.
In der DDR waren Thermokopierer die einzigen frei verfügbaren Kopiergeräte.